# Bill English
Bill English (Lumsden, 30 december 1961) is een Nieuw-Zeelands politicus. Van december 2016 tot en met oktober 2017 was hij premier van Nieuw-Zeeland.

## Biografie
English werd in 1990 voor het eerst verkozen als parlementslid. Van 2001 tot 2003 was hij leider van de New Zealand National Party. Hij kon zijn partij evenwel niet naar een verkiezingsoverwinning stuwen. In de jaren nadien bekleedde hij wel verschillende ministerposten. In 2008 werd hij vicepremier onder John Key. Nadat deze laatste in december 2016 verrassend aankondigde een stap opzij te zetten om privéredenen, volgde English hem op als premier van Nieuw-Zeeland. Na de verkiezingen in 2017 kwam Labour aan de macht en werd English opgevolgd door Jacinda Ardern. 